# La Mascotte
La mascotte ("O talismã") é uma opéra comique com música de Edmond Audran e libreto em francês de Alfred Duru e Henri Chivot. É a história de Bettina, menina do campo que crê atrair a boa sorte a todos os que a amem desde que permaneça virgem.

## História
Estreou no Théâtre des Bouffes Parisiens em Paris em 29 de dezembro de 1880. Foi muito popular e teve cerca de mil representações em apenas cinco anos. Foi reposta nos Bouffes Parisiens em 1883 e 1889 e foi produzida em outros teatros de Paris até à década de 1930 e de novo em 1944; com base na ópera foi feito um filme em 1935 com Germaine Roger, Lucien Baroux, Lestelly e Dranem.
Esta ópera raras vezes se representa atualmente. Nas estatísticas do Operabase aparece com apenas uma representação no período 2005-2010, sendo a primeira de Edmond Audran. Poucos trabalhos de Audran foram gravados, mas um conjunto francês de La mascotte foi lançado em 1957.

## Papéis
| Personagem                                               | Voz           | Estreia, 28 de dezembro de 1880 (Maestro: Marius Baggers) |
| -------------------------------------------------------- | ------------- | --------------------------------------------------------- |
| Bettina, o talismã                                       | mezzo-soprano | Grisier-Montbazon                                         |
| Fiametta, filha de Laurent XVII                          | soprano       | Dinelli                                                   |
| Príncipe Fritellini, noivo de Fiametta                   | tenor         | Charles Lamy                                              |
| Pippo, um pastor                                         | barítono      | Louis Morlet                                              |
| Laurent XVII, príncipe                                   | barítono      | Paul Hittemans                                            |
| Rocco, um agricultor                                     | tenor         | Raucourt                                                  |
| Parafante, sargento                                      | barítono      | Pescheux                                                  |
| Mathéo, estalajadeiro                                    | baixo         | Desmonts                                                  |
| Camponeses, senhores e senhoras da corte, soldados, etc. |               |                                                           |